# Masia Can Net
|  | Per a altres significats, vegeu «Can Net». |

Can Net, també anomenada Can Llebreta, és una masia dins el nucli urbà de Santa Maria de Palautordera (al Vallès Oriental) protegida com a bé cultural d'interès local.
No se'n coneix la data de construcció però és una masia de les típiques de muntanyes. Aquesta però és dins del nucli urbà, darrere mateix de l'església parroquial de Santa Maria de Palautordera. Manté en gran part el seu caràcter primitiu encara que ha sofert transformacions. Està alineada a dos carrers. Té una paret mitgera. Consta de planta baixa i un pis. La coberta és a dues vessants. La façana és de composició simètrica amb les cantonades de carreus. Té la portalada de pedra amb arc de mig punt i dovellat, les finestres són petites i de pedra amb els arcs plans i amb guardapols.